# یوهانکو لوئی ژان
یوهانکو لوئی ژان (انگلیسی: Johaneko Louis-Jean؛ زادهٔ ۲۸ ژوئن ۲۰۰۴) بازیکن فوتبال است.
وی همچنین در تیم ملی فوتبال زیر ۱۸ سال فرانسه بازی کرده‌است.